# 2MASS J16130232-2124283
2MASS J16130232-2124283 ist ein Objekt der Spektralklasse L0 im Sternbild Skorpion. Er wurde 2008 von Nicolas Lodieu et al. entdeckt.